# 中村彰憲
中村 彰憲（なかむら あきのり、1969年- ）は、日本の経営学者。立命館大学映像学部教授、立命館大学ゲーム研究センター長。元日本デジタルゲーム学会会長。

## 人物・経歴
長野県長野市生まれ。1993年ブリガムヤング大学人文学部アジア及び中近東言語学科卒業。1996年ブリガムヤング大学経営学研究科組織行動学修士課程修了、ブリガムヤング大学国際及び地域学研究科国際開発学修士課程修了。2002年清華大学公共管理学院交換研究員。2003年名古屋大学大学院国際開発研究科国際開発研究科博士後期課程修了、博士（学術）。早稲田大学アジア太平洋研究センター助手、立命館大学政策科学部助教授、立命館大学映像学部准教授を経て、同教授。2006年経済産業省ゲーム産業戦略研究会委員。2018年日本デジタルゲーム学会会長。2021年立命館大学ゲーム研究センター長。専門は組織論、国際経営、ゲーム産業論、コンテンツ産業論。

## 著書
- "Functions of corporate values in cross-cultural business management : cases of Japanese production subsidiaries in the People's Republic of China" GALMA・International 2004年
- 『中国ゲームビジネス徹底研究 2005』エンターブレイン 2005年
- 『中国ゲームビジネス徹底研究 2006』エンターブレイン 2005年
- 『ファミコンとその時代 : テレビゲームの誕生』（上村雅之, 細井浩一と共著）NTT出版 2013年
- 『なぜ人はゲームにハマるのか : 開発現場から得た「ゲーム性」の本質』（渡辺修司と共著）SBクリエイティブ 2014年
- 『中国ゲーム産業史 : テンセント・NetEaseなどの企業躍進の秘密』Gzブレイン 2018年